# Voce (Arisa)
Voce è un singolo della cantante italiana Arisa, il secondo estratto dall'album Guardando il cielo e pubblicato in rotazione radiofonica il 27 aprile 2016.

## La canzone
Interamente composta dal musicista Giuseppe Anastasi, Voce rappresenta una richiesta di aiuto dopo una perdita importante, ma soprattutto il desiderio che la propria voce venga percepita nitidamente seppure confusa fra tante altre. È il diritto all'attenzione che ciascuno deve rivendicare, non a caso la canzone è stata scelta per aiutare i bambini di Haiti grazie alla Fondazione Francesca Rava; la cantante, infatti, nel mese di marzo è stata nella poverissima Haiti, ha visto bambini per cui sopravvivere è una vittoria ma anche molto speranza nei progetti della Fondazione Francesca Rava – NPH Italia Onlus in questo paese, dove ogni ora muoiono due bambini per malattie curabili.

## Video musicale
Il videoclip della canzone è stato diretto da Marco Salom in occasione della visita di Arisa ad Haiti. La clip, che presenta una versione diversa della canzone, arricchita con le voci dei bambini della Casa N.P.H. di Kenscoff, è stata pubblicata il 29 aprile, e ha immediatamente raggiunto la prima posizione della classifica digitale dei video più venduti.

## Tracce
Testi e musiche di Giuseppe Anastasi; edizioni musicali Universal Music Italia Srl, Giuro S.r.l., Pipshow.
1. Voce (per Haiti) – 3:01